# Hrabstwo Montgomery (Karolina Północna)
Hrabstwo Montgomery (ang. Montgomery County) – hrabstwo w stanie Karolina Północna w Stanach Zjednoczonych.

## Geografia
Według spisu z 2000 roku obszar całkowity hrabstwa obejmuje powierzchnię 502 mil2 (1300,17 km²), z czego 492 mile2 (1274,27 km²) stanowią lądy, a 10 mil2 (25,9 km²) stanowią wody. Według szacunków United States Census Bureau w roku 2012 miało 27 668 mieszkańców. Jego siedzibą administracyjną jest Troy.

### Miasto
- Biscoe
- Candor
- Mount Gilead
- Star
- Troy